# Centre Simon-Wiesenthal

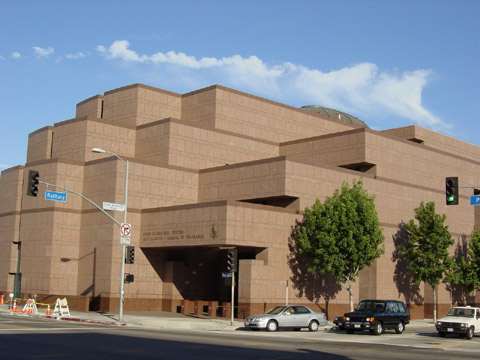
Le centre Simon-Wiesenthal.

Le centre Simon-Wiesenthal est une ONG créée en 1977 et reconnue par les Nations unies et l'UNESCO auprès desquelles il bénéficie d'un statut consultatif spécial. Son siège est basé à Los Angeles aux États-Unis.
Elle tire son nom de Simon Wiesenthal, ancien architecte autrichien qui a perdu de nombreux membres de sa famille dans la Shoah, et qui a ensuite mené un combat pour traquer les nazis qui s'étaient enfuis au moment de la chute du Troisième Reich, et pour les amener devant la justice. Le Service autrichien de la Mémoire soutient l'organisation, en envoyant ses collaborateurs aux États-Unis.
Le centre Simon-Wiesenthal se concentre aujourd'hui dans des activités de lutte contre le racisme, l'antisémitisme et la prévention de la haine.

## Objectifs
- Le centre se destine à la préservation de la mémoire de l'Holocauste[4] ;
- Le centre s'occupe de questions contemporaines, comme le racisme[5], l'antisémitisme [6], le terrorisme[7] et le génocide[8].

En plus de son siège situé à Los Angeles, le centre Simon-Wiesenthal dispose de bureaux internationaux situés à New York, Miami, Toronto, Jérusalem, Paris et Buenos Aires qui lui permettent de réaliser ses objectifs. La section française est dirigée par le directeur international Shimon Samuels et Richard Odier.

## Organismes liés au centre

### Museum of Tolerance
Le centre dispose d'un organisme éducatif avec le Museum of Tolerance (musée de la Tolérance), fondé en 1993, qui accueille en moyenne 350 000 visiteurs par an. Le musée soutient plusieurs programmes parmi lesquels on trouve :
- Tools for Tolerance (Des outils pour la tolérance)
- Teaching Steps to Tolerance (Enseigner les pas vers la tolérance)
- Task Force Against Hate (Force d'action contre la haine)
- National Institute Against Hate Crimes (Institut national contre les crimes de haine)
- Tools for Tolerance for Teens (Des outils pour la tolérance pour les adolescents)

### New York Tolerance Center
Il s'agit d'un organisme multimédia de formation professionnelle destiné notamment aux éducateurs et aux juristes.

### Moriah Films
La division cinéma du centre a été créée pour produire des documentaires destinés à la fois à des publics nationaux et internationaux.
- Genocide, Oscar du meilleur film documentaire en 1981
- The Long Way Home (Le chemin du retour), Oscar du meilleur film documentaire en 1997.

## La traque des anciens nazis
En 2002, le centre a lancé l'opération Dernière Chance, une action visant à traquer les anciens criminels nazis avant qu'ils ne meurent de vieillesse. En novembre 2005, le centre a transmis les noms de quatre anciens criminels nazis supposés aux autorités allemandes ; il s'agissait du premier résultat de cette opération. Au cours du même mois, le directeur du centre Simon-Wiesenthal de Jérusalem, Efraim Zuroff, a pensé avoir localisé l'ancien médecin SS Aribert Heim qui se serait caché en Espagne depuis 20 ans. En réalité, il vivait en Égypte depuis les années 1970 et est mort en 1992 d'un cancer.
Selon Efraim Zuroff, son organisation aurait permis de retrouver 3 000 criminels depuis 1977, « dont une quarantaine depuis 2003 ».
Le 15 juillet 2012, mis en contact avec le bureau du centre Simon-Wiesenthal en Israël, le quotidien britannique The Sun publie une information selon laquelle Laszlo Csatary — criminel nazi recherché en raison d'une accusation de complicité dans la mort de 15 700 juifs pendant la Seconde Guerre mondiale — aurait été retrouvé et identifié à Budapest en Hongrie,,. Le 18 juillet 2012, la police hongroise confirme avoir procédé à son arrestation ; il plaide « non coupable ». En 2020, le centre publie la liste de 12 000 anciens nazis cachés en Argentine et financés par un compte estimé à 35 milliards d'euros, du Crédit suisse, spoliés à des familles juives.

## Actions
Depuis la France, le centre participe à la lutte contre l'antisémitisme, le racisme et participe au travail de mémoire sur la Shoah mais aussi du génocide arménien et du génocide des tutsi au Rwanda,.
Le centre Wiesenthal est également membre du collectif Urgence Darfour.
Le centre organise et participe à de nombreuses conférences à travers l'Europe sur des thèmes comme la xénophobie, l'antisémitisme, le négationnisme, les relations entre les religions. Certaines conférences ont été faites en collaboration avec l'UNESCO, les gouvernements, l'université d'Oxford ou la fondation Carnegie.
Le centre est impliqué dans les actions de l'Unesco, à la fois dans les outils pédagogiques utilisés pour promouvoir la tolérance et la compréhension des leçons de la Shoah , mais aussi dans différents comités de l'organisation à travers des expositions dont « Le Peuple, le Livre, la Terre : 3 500 ans de relations entre le peuple juif et la Terre sainte » inaugurée en 2012 par la Directrice Générale Irina Bokova, ou concernant le Patrimoine Mondial de l'Humanité. À ce titre, le centre Simon Wiesenthal a fortement manifesté sa désapprobation concernant le classement de la ville de Hébron (caveau des patriarches) comme un site Musulman en juillet 2017.

## Polémiques

### Accusations non fondées envers le Hunt Museum de Limerick
En janvier 2004, la filiale parisienne du centre demanda à la présidente irlandaise, Mary McAleese, de suspendre le « Prix du musée irlandais de l'année » attribué au Hunt Museum de Limerick jusqu'à la conclusion d'une enquête sur la provenance d'un nombre important d’articles de la collection. Elle fait valoir que cela était nécessaire en raison des liens étroits des fondateurs, John et Gertrude Hunt, avec le chef du parti nazi (NSDP-AO) en Irlande, entre autres, et des soupçons britanniques lors de la guerre d'espionnage de la part du couple. Le centre a également affirmé que le Guide essentiel du musée Hunt décrit seulement 150 des plus de 2 000 objets de la collection du musée et, notamment, sans fournir d'informations sur leur provenance - données que tous les musées sont désormais tenus de fournir conformément à la procédure internationale.
L'accusation essentielle était que le Hunt Museum de Limerick aurait gardé des œuvres d'art et des artefacts pillés pendant la Seconde Guerre mondiale, accusation qui a été qualifiée de « non professionnelle à l'extrême » par l'expert Lynn Nicholas qui a ôté du musée la suspicion de tout acte fautif. La demande a été prise tellement au sérieux que l'examen a été supervisé par la prestigieuse Académie royale d'Irlande, dont le rapport de 2006 est disponible en ligne. Mary McAleese, à qui le centre avait écrit, avait alors critiqué le Dr Shimon Samuels du centre pour ce qu'elle qualifiait d'allégations sans fondement et de « tissu de mensonges », ajoutant que le centre avait abaissé ainsi le nom de Simon Wiesenthal,. Pour Fintan O'Toole du Irish Times, si la demande du centre Wiesenthal que la collection soit placée sur Internet, comme le groupe d’évaluation, Lynn Nicholas et le Hunt Museum l'ont d'ailleurs fait, et le fait d'exiger une enquête sur la provenance des objets de la collection étaient tout à fait légitimes, la première partie de ces allégations était hautement douteuse, le centre n'ayant produit aucune preuve que les Hunts étaient des sympathisants nazis, encore moins des espions. Le centre a rédigé un rapport publié le 12 décembre 2008.

### Accusations d'antisémitisme envers Hugo Chávez
Le centre Simon-Wiesenthal, via sa délégation pour l'Amérique latine, accuse dans un communiqué de janvier 2006 le président du Venezuela Hugo Chávez de propos antisémites, pointant dans l'un de ses discours du 24 décembre deux amalgames : « celle qui accuse les juifs d'avoir tué Jésus, et celle qui les associe avec les richesses »,. Celui-ci se défend de tout antisémitisme, précisant qu'il ne visait pas par ses propos la communauté juive,. La directrice de l'Institut d'Amérique latine à l'American Jewish Committee explique fin janvier vouloir faire crédit au président vénézuélien, tout en précisant « Je ne sais pas si le président Chavez se référait aux juifs quand il parlait de ceux qui ont crucifié le Christ et on ne saura jamais comment interpréter ses propos ». 
En France, l'article du journal Libération consacré à cette polémique est confronté à des accusations de désinformation. Une lettre, reprenant les arguments principaux des détracteurs du quotidien, est publiée quelques jours après l'article. Cette lettre résume un article du sociologue chaviste Romain Migus, qui qualifie les accusations relayées par le journaliste de Libération d'approximations, de campagne de calomnies et de désinformation[réf. nécessaire]. La polémique enfle, le journal Marianne parlant de faux. Acrimed critique également fortement la déontologie du journal dans cette affaire. Fin janvier, le journal publie un article de Pierre Haski, tout nouveau directeur adjoint de la rédaction, défendant l'auteur de l'article original, et réaffirmant l'usage fait par Chávez de propos antisémites.

### Signes distinctifs en Iran
En mai 2006, un article paru dans le journal canadien National Post, signé de l'Irano-Américain Amir Taheri, journaliste au Wall Street Journal, relate la mise en place prochaine d'une loi organisant un code vestimentaire pour les minorités religieuses en Iran (en), Taheri précisant que cela rappelle les pratiques de l'Allemagne nazie. L'histoire est immédiatement reprise par le New York Post, le Jerusalem Post ainsi que le New York Sun sans aucune vérification.
Le centre Simon-Wiesenthal confirme que l'ordre a été passé, mais qu'il est toujours dans l'attente de l'approbation du Guide suprême iranien Ali Khamenei avant qu'il prenne effet. Le rabbin Marwin Hier du centre Simon-Wiesenthal commente cet article : « Cela rappelle l'Holocauste. L'Iran s'approche de plus en plus de l'idéologie des nazis ».
Cette information sera totalement démentie par la suite, notamment par le National Post lui-même.

### Affaire CBSP v/s centre Wiesenthal
Le 8 mars 2007, la 17e chambre du tribunal correctionnel de Paris avait condamné, en première instance, le directeur des relations internationales du centre Simon Wiesenthal pour diffamation envers le comité de bienfaisance et de secours aux Palestiniens. Le directeur a qualifié le Comité en novembre 2004 d'« association française qui finance le terrorisme et qui est proscrite aux États-Unis ». Dans un communiqué, le centre Simon-Wiesenthal Europe a indiqué qu'il avait fait appel de cette décision,, qui est annulée par l'arrêt de la cour d’appel de Paris, 11e chambre, en date du 1er octobre 2008. Le 23 juin 2009, la Cour de cassation a rejeté le pourvoi contre cet arrêt du CBSP, confirmant la relaxe du directeur des relations internationales du centre. Dans son arrêt, la Cour estime notamment que les propos incriminés ne dépassaient pas le cadre de la liberté d'expression.

### Édification du Centre pour la dignité humaine à Jérusalem
La construction d'un musée de la tolérance/centre pour la dignité humaine, réplique du Musée de la tolérance de Los Angeles et promu par le Centre Simon-Wiesenthal, a donné lieu à une polémique sur l'emplacement d'une partie de la construction, un ancien parking situé dans le périmètre du cimetière Mamilla. Cet endroit, ancien lieu de sépulture musulman du XIIe siècle, a été laissé à l'abandon par les autorités israéliennes, et (de par sa localisation dans Jérusalem-ouest), ne peut être pris en charge par les Palestiniens ; il a été en partie annexé par les autorités municipales, qui en ont fait don au Musée. Selon John Docke, il s’agit d’une partie du mémoricide, constitutif du crime de génocide perpétré à l’encontre du peuple palestinien. En 2010, le projet était arrêté par manque de fonds, l’excavation due au commencement de travaux restait telle quelle, des ossements dépassant de terre.